# Bo Hermansson
Bo Thure Hermansson, född 16 juni 1937 i Uppsala, är en svensk regissör och manusförfattare. 
Hermansson debuterade i Göteborgs Studentteater 1961 med Narren som tillhörde sina bjällror. Han var under många år anställd vid TV som regissör. Bo Hermansson har regisserat folkkära serier som Jubel i busken, Albert och Herbert och Fleksnes fataliteter. Han har regisserat teateruppsättningar som till exempel Hotelliggaren på Chinateatern och Tomas von Brömssens succérevyer på Lorensbergsteatern i Göteborg.

## Teater

### Regi (ej komplett)
| År   | Produktion                                   | Upphovsmän                                                                      | Teater                         |
| ---- | -------------------------------------------- | ------------------------------------------------------------------------------- | ------------------------------ |
| 1966 | AHA, revy                                    | Gösta Bernhard och Stig Bergendorff                                             | Lisebergsteatern               |
| 1969 | Plaza Hotel Plaza Suite                      | Neil Simon                                                                      | Lisebergsteatern               |
| 1986 | Jubel i busken                               |                                                                                 | Lisebergshallen Folkparksturné |
| 1987 | Sommarkvetter                                |                                                                                 | Lisebergsteatern               |
| 1988 | Baldevins bröllop Baldevins bryllup          | Vilhelm Krag                                                                    | Lisebergsteatern               |
| 1990 | Tomas revy                                   | Tomas von Brömssen                                                              | Lisebergsteatern               |
| 1994 | I hetaste laget Sugar                        | Peter Stone, Jule Styne och Bob Merrill                                         | Cirkus, Stockholm              |
| 1997 | Hotelliggaren Two Into One                   | Ray Cooney                                                                      | Chinateatern                   |
| 2000 | Maken till fruar Run for Your Wife           | Ray Cooney                                                                      | Oscarsteatern                  |
| 2004 | Fångad på nätet Caught in the net            | Ray Cooney                                                                      | Oscarsteatern                  |
| 2006 | Singin' in the rain                          | Betty Comden, Adolph Green, Arthur Freed och Nacio Herb Brown                   | Oscarsteatern                  |
| 2007 | Rivierans Guldgossar Dirty Rotten Scoundrels | David Yazbek och Jeffrey Lane                                                   | Cirkus, Stockholm              |
| 2010 | Sugar - I hetaste laget Sugar                | Jule Styne, Bob Merrill och Peter Stone                                         | Oscarsteatern                  |
| 2012 | Hjälten från Kalmarsund Der kühne Schwimmer  | Franz Arnold och Ernst Bach                                                     | Krusenstiernska teatern        |
| 2013 | La Cage aux Folles                           | Harvey Fierstein och Jerry Herman Översättning Bo Hermansson och Ture Rangström | GöteborgsOperan                |
| 2014 | Charmörer på vift Der wahre Jacob            | Franz Arnold och Ernst Bach                                                     | Krusenstiernska teatern        |

## Filmografi

### Regi i urval
- 1966 – Blå gatan (TV-serie)
- 1967 – Publikfriarna (TV-serie)
- 1972 – Fleksnes fataliteter (TV-serie)
- 1972 – Skärgårdsflirt (TV-serie)
- 1974 – Albert & Herbert (TV-serie)
- 1974 – Den siste Fleksnes
- 1977 – Skyll inte på mig! (TV-serie)
- 1982 – Alberts och Herberts jul (TV-serie)
- 1985 – Röd snö (TV-serie)
- 1987 – På stigende kurs
- 1990 – Fredrikssons fabrik (TV-serie)
- 1998 – Sjuttonde maj (TV-serie)

### Filmmanus i urval
- 1972 – Fleksnes fataliteter (TV-serie)
- 1982 – Alberts och Herberts jul (TV-serie)
- 1990 – Fredrikssons fabrik (TV-serie)
- 1990 – Mardrömmen (TV-serie)